# Liste der politischen Parteien in Libyen
Die Liste der politischen Parteien in Libyen zeigt, welche Parteien in Libyen existieren.

## Im Nationalkongress vertretene Parteien
- Allianz der Nationalen Kräfte
- Partei für Gerechtigkeit und Aufbau
- Partei der Nationalen Front
- Union für Heimatland
- Nationale Zentrumspartei
- Wadi-al-Hayah-Partei

## Sonstige Parteien
- Gemäßigte Ummah-Versammlung
- Authentizität und Erneuerung
- Nationalpartei für Demokratie und Wohlfahrt
- Weisheitspartei
- Authentizität und Fortschritt
- Libysche Nationaldemokratische Partei
- Allianz Nationaler Parteien
- Botschaft
- Zentristische Jugendpartei
- Libyen – Die Hoffnung
- Labaika-Nationalpartei
- Libysche Partei für Freiheit und Entwicklung
- Stiftung
- Nation und Prosperität
- Nationalpartei von Wadi asch-Schati
- al-Watan-Partei